# 霍氏樹懶
霍氏樹懶（學名：Choloepus hoffmanni）是中美洲及南美洲的一種樹懶。牠們獨居，夜行性及棲於樹上，生活在次生雨林及落葉林。牠們的毛長，爪巨大，行動緩慢。牠們重5.5-7公斤，長60厘米，很適合攀樹。與二趾樹懶兩種構成整個二趾樹懶科。

## 分佈地
霍氏樹懶分佈在中美洲及南美洲，由尼加拉瓜南至玻利維亞，並由秘魯東至巴西。

## 行為
霍氏樹懶大部份時間都棲於樹上，有時也會因要走到另一顆樹而落到地上。牠們也是游泳能手。牠們完全是夜間活動的，在冠層緩慢的移動及吃葉子。牠們雖然很動緩慢，但並非如名般懶惰，而是為配合低能量的食性。牠們的新陳代謝率是同一大小哺乳動物的一半。牠們的視覺及聽覺很差，差不多完全依賴觸覺及嗅覺來尋找食物。
霍氏樹懶以其巨大的爪來掛在樹上，其爪長約2-3吋。牠們差不多所有的行為都是在樹上進行，有時甚至死後也掛在樹上。牠們唯一會走到地上是在排泄時，但差不多每五天才一次。
霍氏樹懶的天敵有美洲豹、鷹及蛇。若受到威脅，牠們會以其爪或咬對方來防禦。就算受到一些對哺乳動物來就是致命的傷勢，牠們也能存活下來。由於牠們行動緩慢，毛皮上有藻類覆蓋，令掠食者遠距離很難發現牠們。牠們在樹頂上的巢亦非所有掠食者可以到達。牠們長及粗糙的毛可以防曬及防雨水。
霍氏樹懶與褐喉樹懶重疊了一些棲息地。由於霍氏樹懶較為大隻及數量較少，所以較少活動及較多於夜間出沒。

## 繁殖

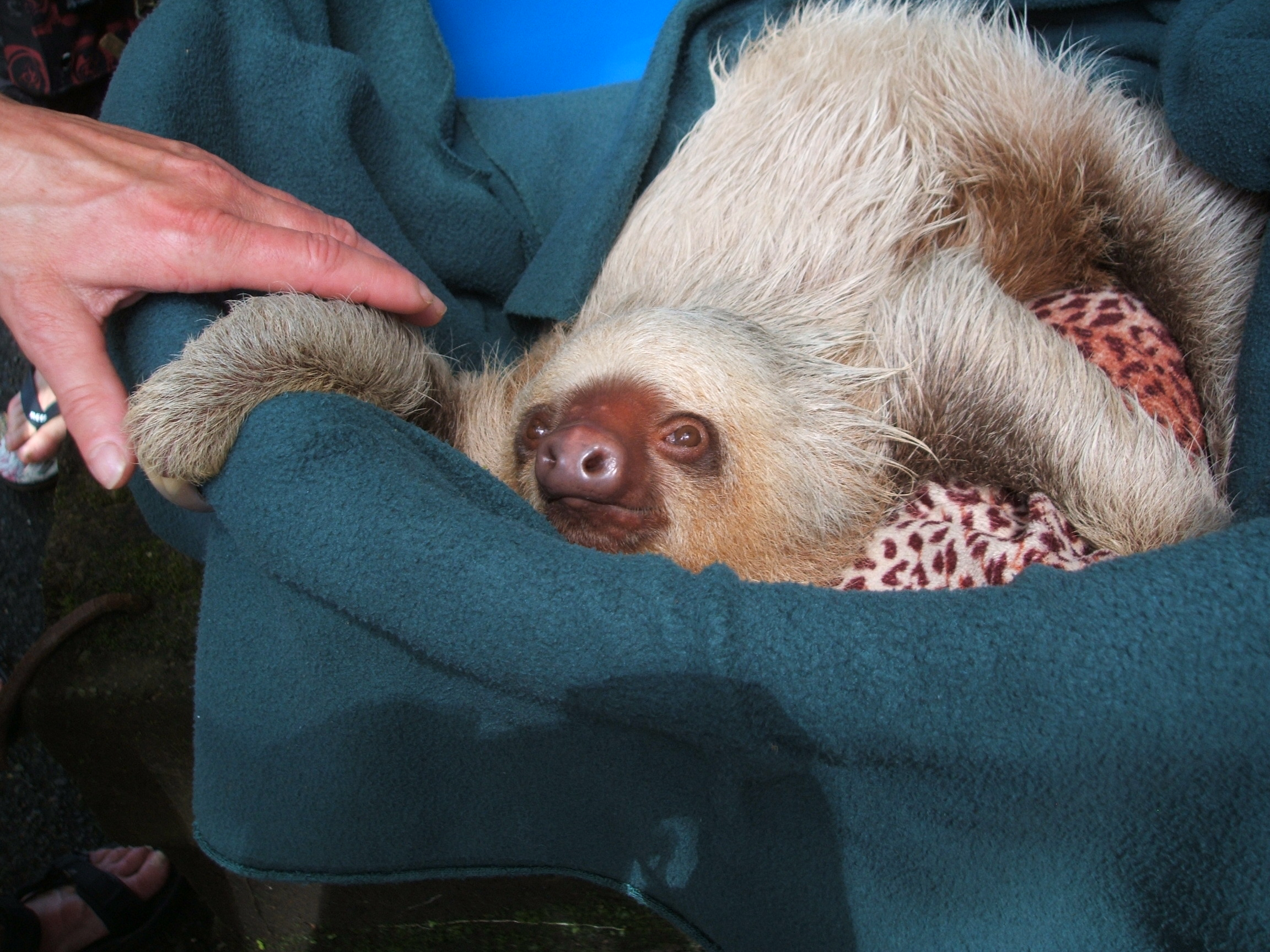
幼霍氏樹懶。

雌性霍氏樹懶會成群的生活，而雄性則較多獨居。在野外，雌性的數量較雄性多11倍。妊娠期為11.5個月，每胎會產一隻幼懶。幼懶最少要有9個月的哺育，其後2年也會跟隨母親，約到4-5歲就會達至性成熟。

## 食性
霍氏樹懶差不多只吃葉子，有時也會吃果實及花朵。牠們用唇來撕開食物，其牙齒沒有琺瑯質及不斷生長。牠們的胃像偶蹄目般有多個胃腔，充滿共生的細菌來幫助消化纖維素。牠們可能要一整個月才能消化一餐的食物，其體重的三分之二都是胃內的葉子。

## 保育狀況
霍氏樹懶數量下降的原因可能是失去棲息地。牠們被列為《瀕危野生動植物種國際貿易公約》附錄三的保護物種。